# شیپاچینا
شیپاچینا (به صربی: Šipačina) یک منطقهٔ مسکونی در صربستان است که در راشکا واقع شده‌است. شیپاچینا ۲۵۲ نفر جمعیت دارد.